# 守谷市
守谷市（日语：／ Moriya shi */?）是茨城縣南部的一個住宅都市。

## 交通

### 鐵道
- 首都圈新都市鐵道
  -  筑波快線 （標注●的車站為快速、區間快速停車站）
    - - ●守谷站 -
    - ※筑波快線總合基地（日语：つくばエクスプレス総合基地）

※跨守谷市與筑波未來市，地址在筑波未來市的筒戶。
- 關東鐵道
  - 常總線（標注●的車站為快速停車站）
    - - ※●戶頭站 - ●南守谷站 - ●守谷站 - 新守谷站 -

※戶頭車站位於接近取手市與守谷市邊界的地方、地址在取手市的戶頭。